# Водоносність гірських порід
Водоно́сність гірськи́х порі́д (рос. водоносность горных пород, англ. waterlogging of rocks, нім. Wasserführung f) — властивість порід вміщувати в порах і порожнинах воду (що може вільно рухатися в них) і виділяти її при розробці родовища. В. зумовлена водопроникністю порід.